# Glandirana rugosa
Glandirana rugosa é uma espécie de anfíbio anuro da família Ranidae. Está presente em Estados Unidos, Coreia do Sul, República Democrática da Coreia, Rússia, Japão, China. Foi introduzida em Estados Unidos.